# L'Abonné de la ligne U
L'Abonné de la ligne U est un feuilleton télévisé français en quarante épisodes de 15 minutes, en noir et blanc, réalisé par Yannick Andréi sur un scénario de Claude Aveline, d'après son roman homonyme, et diffusé à partir du 15 octobre 1964 sur la deuxième chaîne de l'ORTF.
Au Québec, la série a été diffusée à partir du 7 juillet 1966 à la Télévision de Radio-Canada (dans une case de 30 minutes).

## Synopsis
La ligne 83 des autobus parisiens, anciennement baptisée ligne U, semble être au centre d'une sombre affaire de meurtre et d'enlèvement. Le meurtrier, abonné à la ligne U, va faire l'objet d'une complexe enquête policière menée par l'inspecteur Belot.
L'action se situe à Paris en 1961 (cf. tampons postaux, bandeau de journal et calendrier au mur du bureau du commissaire).

## Distribution
- Jacques Dacqmine : l'inspecteur principal Frédéric Belot
- Roger Rudel : le commissaire Picard
- Maria Mauban : Mme Colet
- Guy Decomble : l'inspecteur Gaillardet
- Barbara Sommers : Gwendolyn
- Carl Studer : le Dr Bryer, médecin de Gwendolyn
- Janine Souchon : l'infirmière de Gwendolyn
- Max Elloy : le directeur de l'hôtel de la République
- Robert Vidalin : Malebranche
- Pierre Mirat : Barbason, cousin de Verdon
- Jacques Duby : Verdon
- Bernard Lajarrige : Longspès
- Jeanne Pérez : la sœur de Longspès
- Marie-France Boyer : Juliette Guillaume, femme de ménage de Verdon
- Yves Barsacq : un journaliste du Grand Journal
- Marie Déa : Mme Tavernier
- Olivier Hussenot : J.-J. (Jean-Jérôme) Rose, rédacteur en chef du Grand Journal
- Michel Salina : M. Colet
- Jean Galland : Paul Tavernier
- Louis Velle : M. Roux
- Jean Lanier : le légiste
- Louis Bugette : le chef du dépôt d'autobus
- Sacha Tarride : l'inconnu
- Pierre Dac : un clochard
- Marcel Pérès : le patron du refuge
- Dominique Maurin : le jeune groom de l'hôtel de la République
- Patrick Maurin : l'autre groom de l'hôtel de la République
- Alain MacMoy : un inspecteur
- Pierre Hatet : un inspecteur
- Marcel Charvey : Villeneuve, directeur du Villa Kléber
- Jacques Harden : le médecin de l'hôpital Broussais
- Dominique Zardi : un employé de la R.A.T.P.
- Marius Laurey : un employé de la R.A.T.P.
- Henri Lambert : un passant, lecteur de journaux
- Joëlle Bernard : Marie Devaux
- Serge Sauvion : Le machiniste du 83
- Gabriel Gobin : L'inspecteur Beauchamp

## Épisodes
1. Un assassinat aux Champs-Élysées
2. L'Affaire débute comme n'importe quelle affaire
3. Une lettre dans l'autobus
4. L'Album des portraits de famille
5. Après un crime, une disparition
6. Pour connaître Monsieur Verdon
7. Les victimes se rapprochent l'une de l'autre
8. L'abonné pose ses conditions
9. L'Assassin de Monsieur Tavernier
10. À la recherche d'un passé
11. La Journée de la rançon de 6 h à 9 h du matin
12. La Journée de la rançon de 10 h à 11 h 30 du matin
13. La Journée de la rançon de 11 h 30 à 13 h
14. La Journée de la rançon de 13 h à 18 h
15. La Nuit de la rançon avant minuit
16. La Nuit de la rançon : l'heure cruciale
17. Comment finit cette nuit-là
18. Un nouveau coup de théâtre
19. Le Désespoir de Gwendolyn
20. Il s'en est fallu d'un instant
21. Des confidences qui finissent mal
22. La Chambre aux tournesols
23. Est-ce l'abonné, oui ou non ?
24. Ce qui venait de se passer
25. L'Enlèvement
26. Les victimes vont se réunir
27. Madame Colet devant un placard
28. On reparle des tavernier
29. Ça n'a pas de rapport
30. C'est le tour de Monsieur Colet
31. Une visite inattendue
32. Début d'une partie serrée
33. Le duo devient un trio
34. Premières révélations
35. Un retournement sensationnel
36. L'abonné s'en va comme il veut
37. Aux quatre coins de Paris
38. L'homme abattu
39. Deux moitiés réunies qui ne font pas un tout
40. Épilogue

## Commentaires
- On notera l'apparition d'un débutant, Patrick Dewaere, crédité au générique sous son vrai nom de « Patrick Maurin », interprétant le personnage du plus âgé des deux grooms du grand hôtel parisien le Royal-Monceau. Le plus jeune est interprété par son frère, Dominique Maurin, qui fut aussi, entre autres pour la télévision, Torchonnet dans L'Auberge de l'Ange gardien et Le Général Dourakine du Théâtre de la jeunesse de Claude Santelli.
- La musique du générique d'ouverture et de fin est le premier mouvement (Presto) du Concerto en sol majeur Alla Rustica, RV 151, op. 51, no 4, d'Antonio Vivaldi. La beauté de cette interprétation vient notamment du Presto non exagéré (1 min 30 s)[1],[2].
- Sur les DVD, la série télévisée a subi un remontage vidéo : elle est divisée en quatre parties de 2 heures 53', 1 heure 16', 2 heures 48' et 1 heure 16', soit un total de 8 heures 13' (493').